# In & Out
In & Out (Dt. Verleihtitel: In & Out – Rosa wie die Liebe) ist ein US-amerikanischer Spielfilm des Regisseurs Frank Oz und wurde 1997 gedreht.
Der Film wurde durch eine Rede von Tom Hanks inspiriert, welche er anlässlich der Oscar-Verleihung für seine Rolle in Philadelphia 1994 hielt. In dieser Rede gab er seinen Highschool-Trainer und einen ehemaligen Klassenkameraden als homosexuell zu erkennen.

## Handlung
Howard Brackett, ein Lehrer für englische Literatur, ist mit seiner Kollegin Emily verlobt und führt mit ihr ein ruhiges Leben in Indiana. Eines Tages wird Cameron Drake, ein ehemaliger Schüler Bracketts, der in Hollywood zum Star geworden ist, für den Oscar als bester Schauspieler für seine Darstellung eines homosexuellen Soldaten nominiert.
Bei der Verleihung des Preises, die sich alle Bewohner seines Heimatortes voller Stolz im Fernsehen ansehen, dankt Drake in seiner Rede seinem Lehrer Brackett und behauptet am Ende, dieser sei schwul. Bracketts Eltern, Freunde und natürlich auch seine Verlobte sind schockiert, doch keiner so sehr wie er selbst.
Am nächsten Tag ist die Schule, in der Brackett unterrichtet, von Reportern bevölkert, die eine Erklärung von dem angeblichen Homosexuellen hören wollen. Einer der Reporter, Peter Malloy, scheint aber an Brackett selbst interessiert zu sein. Dieser versucht alles, um seinen angeknacksten Ruf wiederherzustellen und schreckt auch vor Selbsthilfekassetten („Wahre Männer tanzen nicht: Widerstehen Sie dem Discobeat!“) nicht zurück. Doch alles ist vergeblich – seine schwule Ader lässt sich nicht unterdrücken, insbesondere, nachdem er von Malloy unvermittelt geküsst wird.
Dieser ist erfreut, als Brackett das Offensichtliche akzeptiert und bei der Trauungszeremonie, statt das Jawort zu Emily zu sprechen, sich mit „Ich bin schwul!“ outet. Bracketts Verlobte wird über ihren Verlust sehr charmant von Cameron Drake hinweggetröstet.

## Kurioses
In der Szene, in der sich die Mütter gegenseitig ihre kleinen Geheimnisse beichten, sagt eine der Frauen „Ich hasse Jenseits von Afrika“ (Originaltitel Out of Africa). Im Original heißt es hier „I hate The Bridges Of Madison County“ (deutscher Titel Die Brücken am Fluss). Beides sind Filme mit Meryl Streep.
Der Oscar, den Cameron Drake an Howard Brackett weitergibt, ist Kevin Klines eigener, den er für die Rolle des Otto in Ein Fisch namens Wanda erhalten hat.
Joan Cusack, nur 16 Monate älter als Matt Dillon, spielt im Film seine ehemalige Lehrerin.
Im englischen Original bekommt Cameron Drake den Oscar für den Film To Serve and Protect, dessen Titel auch bei der Oscarverleihung auf der Leinwand im Hintergrund aufscheint. In Anlehnung an das Kriegsdrama Geboren am 4. Juli (1989) wird er in der deutschen Übersetzung jedoch „Geboren am 16. Oktober“ genannt. (Das Datum scheint willkürlich gewählt worden zu sein, der Coming Out Day wird am 11. Oktober begangen und Leonard Matlovich wurde am 6. Juli geboren.)
Bei der Verlesung der für den Oscar Nominierten verliest Glenn Close auch den Namen Michael Douglas und zwinkert ihm dabei zu. Dies ist eine Anspielung auf den Film Eine verhängnisvolle Affäre, in dem Glenn Close Michael Douglas als Stalkerin belästigt. Zudem stammt die Musik, die bei Closes Auftritt gespielt wird, aus dem Musical Sunset Boulevard, in dem Close die Hauptrolle der Norma Desmond am Broadway spielte.

## Kritiken
„Frank Oz bringt es durch seine energischen Tempo- und Stimmungswechsel fertig, in einigen Szenen die Zeit anzuhalten. Dann klingen Wörter nach, schlagen Witz und Situationskomik in Nachdenklichkeit um, verdichten sich bewegte Bilder zu eindrucksvollen Momentaufnahmen, immer im Wechsel zwischen harmloser Kleinstadtkomödie, Satire und Melodram.“

„Eine unterhaltsame Komödie mit Anklängen an die Filme von Frank Capra, die von glänzenden Darstellern und Seitenhieben auf moderne Lebensart getragen wird. Sympathisch auch dadurch, daß das "Anderssein" nicht denunziert wird.“

## Auszeichnungen
Joan Cusack war 1998 unter anderem als Beste Nebendarstellerin für einen Oscar sowie für einen Golden Globe in derselben Kategorie nominiert.
Kevin Kline war für einen Golden Globe als bester Schauspieler in einer Komödie sowie für einen Golden Satellite Award vorgeschlagen. Gemeinsam mit Tom Selleck war er für den MTV Movie Award in der Kategorie Bester Filmkuss nominiert.